# Brita Sommer
Brita Sommer, auch Britta Sommer, (* 1944) ist eine deutsche Schauspielerin und Synchronsprecherin.

## Leben
Ihr Studium absolvierte sie an der Hochschule für Musik und Theater in Hannover und hatte Engagements am Düsseldorfer Schauspielhaus, in Essen und Berlin; außerdem arbeitete sie für verschiedene Rundfunkanstalten, so zum Beispiel für den SWR und für ARTE.
Gelegentlich stand sie vor der Kamera, z. B. Tatort-Folgen, Die Buddenbrooks oder Der Schlaf der Vernunft; fürs Kino sprach sie in Liebling, hältst du mal die Axt? und Die Ski-Flitzer.
Des Weiteren konnte man sie als die von Ellen Crawford gesprochene Schwester Lydia in der erfolgreichen US-Serie Emergency Room – Die Notaufnahme hören.
In den Hörspielen Benjamin Blümchen, Elea Eluanda und Bibi Blocksberg sprach sie wie in der Serie Ohrenbär mehrere Rollen. Als Hörbücher sprach sie unter anderem 1001 Nacht (Argon Verlag) und Kiana Davenports Roman Feuergöttin (Steinbach Sprechende Bücher).

## Sprecherin
- Märchen aus 1001 Nacht. Hörbuch, Audiobook, CD. Argon, Berlin 2004, ISBN 3-87024-685-5 (Regie: Dirk Schwibbert).
- 1001 Nacht. Hörbuch, Audiobook, 5 CDs in Märchenbox. Argon, Berlin 2006, ISBN 3-86610-166-X (ungekürzte Lesung, gelesen von Matthias Haase, Brita Sommer, Uta Hallant unter anderem, Regie: Nathalie Singer).
- Schokolade für die Ohren. Mit Texten von Ephraim Kishon u. a.; Hörbuch, Audiobook, CD. O-Ton-Produktion, Berlin 2006, ISBN 3-9810256-6-0 (Mit Texten von Ephraim Kishon … Sprecher: Brita Sommer, Markus Hoffmann, Musik: Kai Winderlich).
- Feuergöttin. Roman von Kiana Davenport, Hörbuch, Audiobook, 5 CDs. In: Steinbach sprechende Bücher. Steinbach, Schwäbisch Hall 2007, ISBN 978-3-88698-298-1 (Originaltitel: House of many gods. Übersetzt von Gabriela Schönberger, Beraterin für die Hawaiianische Sprache: Una Brockington, Textbearbeiteung: Cornelia Filter, gelesen von Brita Sommer).
- Kaffee. Eine coffeinhaltige Literaturmischung. Mit Texten von Joseph Roth, Eugen Roth, Ralf Kramp, Honoré de Balzac, Hermann Harry Schmitz, Heinrich Eduard Jacob, Jean Anthelme Brillat-Savarin unter anderem Hörbuch, Audiobook, CD. O-Ton-Produktion, Berlin 2007, ISBN 3-9810256-7-9 (Sprecher: Brita Sommer, Till Hagen).
- Coco Chanel. Ein Leben. Hörbiografie von Heiko Petermann. Hörbuch, Audiobook, CD. Argon, Berlin 2008, ISBN 3-86610-476-6 (Gelesen von Katy Kay, Brita Sommer, Oliver Nitsche u. vor allem Regie: Dirk Schwibbert).
- Ali Baba und andere schöne Märchen aus 1001 Nacht. Hörbuch, Audiobook, 2 CDs. In: Argon Märchen / Argon-Audimax. Argon, Berlin 2008, ISBN 978-3-86610-581-2 (Gelesen von Matthias Haase, Brita Sommer, Regie: Torsten Feuerstein, Dirk Schwibbert).

Hörspiele laut Hördat, die Hörspieldatenbank:
- Rhino Ritz (Bearbeitung nach Keith Abbott von Ulrich Gerhardt; Produktion: SFB 1993)
- Vier, fünf, sechs (Autor: Pieke Biermann; Produktion: SFB-ORB 1998 263 Min. (Stereo); Bearbeiter: Manfred Mixner)
- Der Don Juan und der Non-Don Juan (WDR 1982, bearbeitet von Marvin Cohen)
- Prinzessin Pfiffigunde (WDR 1996)
- Wenn du da bist, sieht man nichts (HR/BR/WDR 1998)
- Party Zone (SFB/HR 1994)
- Glöckchen und blaue Sterne auf goldenem Grund (SDR, 1996)
- Der übergroße Waldemar (WDR, 1993)
- Schlüsselfahrt (SFB/BR 1994)
- Die Schule der Diktatoren (nach Erich Kästner Produktion: DLR/ORF 1994; Bearbeiter: Helmut Peschina)
- Verfolgt (nach Joy Magezis, SWF 1990)
- Das Attentat (SFB/HR 1988)
- Der Tod der Giraffe (RIAS 1983)

## Filmografie
- 1995: Tatort: Endstation
- 1993: Tatort: Tod einer alten Frau
- 1990: Peter Strohm, Episode „Der Schulfreund“
- 1984: Der Schlaf der Vernunft, Kinofilm, Buch und Regie Ula Stöckl
- 1983: Bettkantengeschichten, TV-Serie, Episode „Die Stoffpuppe“ (als Britta Sommer), laut Fernsehserien.de
- 1981: TV-Piraten – Sender freies Bilk, TV-Film, Regie Rüdiger Daniel (als Britta Sommer)
- 1979: Die Leute vom Domplatz, TV-Reihe, Episode „Die Chorweihe“ (als Britta Sommer)